# Corston (Wiltshire)
Corston – wieś w Anglii, w hrabstwie Wiltshire. Leży 58 km na północny zachód od miasta Salisbury i 138 km na zachód od Londynu.